# صلاح محسن
صلاح محسن (انگلیسی: Salah Mohsen؛ زادهٔ ۱ سپتامبر ۱۹۹۸) ورزشکار اهل مصر است.
وی همچنین در تیم ملی فوتبال مصر بازی کرده‌است.